# Cinnamon (logiciel)
 (août 2021).
Si vous disposez d'ouvrages ou d'articles de référence ou si vous connaissez des sites web de qualité traitant du thème abordé ici, merci de compléter l'article en donnant les références utiles à sa vérifiabilité et en les liant à la section « Notes et références ».
Pour les articles homonymes, voir Cinnamon.
Cinnamon (du nom de la cannelle en anglais) est un environnement de bureau, initialement développé par (et pour) Linux Mint. Il s'agit d'un fork de GNOME Shell, qui se veut plus proche de la métaphore du bureau (avec par exemple un menu présentant les applications classées par catégories, plutôt qu'une liste d'icônes) délaissée par GNOME 3.0.

## Applications
Liste des applications spécifiques à Cinnamon :
- Nemo, gestionnaire de fichiers dérivé de Nautilus ;
- Muffin, gestionnaire de fenêtres dérivé de Mutter ;

## Distributions utilisant Cinnamon
- Arch Linux
- Cubuntu
- Ubuntu Cinnamon
- Debian
- Fedora
- Hybryde Linux
- Linux Mint
- Mageia (depuis la version 4)
- Manjaro Linux
- Sabayon Linux
- Calculate Linux
- Void Linux
- Porteus